# Úszóhólyag
„Az úszóhólyag fő feladata a hal fajsúlyának a víznyomással szembeni kiegyenlítése annak érdekében, hogy tetszőleges vízmélységben tartósan lebegni tudjon” (Dr. Széki Pál).
A gerinces állatok legalacsonyabb rendű osztályában található körszájú nyálkahalaknak (Myxiniformes), ingoláknak (Cephalaspidomorphi), porcos halaknak (Chondrichthyes) és még sok mélytengeri halfajnak (Stylephoriformes) egyáltalán nincs úszóhólyagjuk. A csontos halaknál viszont ez általánosnak tekinthető, azonban van kivétel: a botos kölönte (Cottus gobio) testében egyáltalán nincs úszóhólyag és ezért a vízben tartósan lebegni sem tud.
Az úszóhólyaggal rendelkező halaknál már az ikrából éppen kikelt szikzacskós hallárvának jól megfigyelhető úszóhólyagja van, mely gázzal telítődve a legtöbb esetben egy egész életen át elkíséri az adott halfajt. Azonban itt is akad kivétel: a darázsgéb (Brachigobius nunus) lárváinak ugyan van úszóhólyagja, de amint áttérnek a felnőtt példányok életmódjához, ez a szervük visszafejlődik. Ilyen kivétel még a kövi csíknak (Nemachilus barbatulus) csökevényes úszóhólyagja is. Az úszóhólyag alakja még a közeli rokon fajoknál például a pontyfélékre jellemző kétrészes úszóhólyag esetében is eltérő, míg a ragadozó életmódot folytató halakra inkább az egyrészes és zsákszerű úszóhólyag jellemző. A csontos halak testüregében ez a szerv a gerincoszlop alatt, középsíkban a zsigeri szervek fölött helyezkedik el, az úszóhólyag két oldalán található a hal páros ivarszerve.

## Csoportok
Nyílt úszóhólyagos (Physostomi), vagy légjáratos halak:
 ide tartoznak a pontyfélék (Cyprinidae) pontylazacfélék (Characinidae), harcsafélék (Siluridae), angolnafélék (Anguillidae), csuka (Esox lucius), amelyek egész életük során rendszeresen megismétlik az úszóhólyag feltöltését, mert a légjárat összeköttetésben marad a nyelőcsővel. A feltöltődés és a leengedés ugyanazon a légjáraton megy végbe.
Zárt úszóhólyagos halak (Physoclisti):
 ide tartozik a Cichlidae család összes faja, tőkehalfélék (Gadidae), pikófélék (Gasterosteidae) és a csapósügér (Perca fluviatilis). Náluk az első feltöltődést biztosító légjárat csak az úszóhólyag első feltöltődésig marad működőképes, ezután ez elzáródik és visszafejlődik. Náluk a feltöltődés és a leengedés folyamata másképp működik, mint a légjáratos halaknál. Az úszóhólyag alsó részén a falában helyezkedik el a különleges gázmirigy – ezt csodarecének is hívják (rate mirabile) – ami hajszálérkötegekből áll. A gázok ezen keresztül közvetlenül a hal véréből diffundálnak az úszóhólyag terébe. A fölösleges gáz leengedése (visszadiffundálása) az úszóhólyag felső részén található másik gázmirigyen keresztül történik. De, hogy ez a folyamat ne állandóan, hanem csak a túltelítődés esetén menjen végbe, a mirigyterület körül van egy kör alakú redő, az ún. zsilip. Ez a nyílás pupillaszerű ovális alakú, amely tágítható és szűkíthető, sőt teljesen el is záródhat. A diffundálás és a visszadiffundálás művelete összehangolt, amikor működik a gázbebocsátás, az ovál bezárul.
Heringfélék (Clupea):

ezek különleges úszóhólyagja egyrészt légjáratos, másrészt a végbélnyílás közelében egy hátsó légjáratuk is van, ahol meg tudnak szabadulni a fölösleges gázmennyiségtől. A heringek úszóhólyagjából elöl két finom cső ered, amelyek a koponyájukba beágyazódva kis hólyagokká tágulnak. A hólyagocskák egy hártyalabirintussal érintkeznek, melyet folyadék tölti ki. Ha az úszóhólyag gáznyomása a hártyalabirintust kidomborítja, akkor a csövekben lévő folyadék a nyomást a hólyagocskák felé továbbítja. Ennek következtében a hólyagocskák kitágulnak, és nyomást gyakorolnak a belső fülre. Ez figyelmezteti a halat arra, hogy a gáznyomás emelkedett és hólyagvezetékén át a gáz egy részét ki kell bocsátania. A felesleges gázkeverék eltávozása gyakran sípoló hangot hallat.

### Dipnoi
Az úszóhólyagban lévő gáz összetétele bármilyen furcsán is hangzik, nem egyezik meg a légköri levegőével és ebben a hal tevékeny közreműködéssel (gáztermeléssel-gázelnyeléssel) vesz részt. Eltérő a gáz összetétele a sekély vízben élő és a mélyebb vizekben élő halaknál. Egyes halfajok például a lápi póc (Umbra krameri) oxigénhiány esetén az úszóhólyagjuk gázkeverékéből fel tudja használni az oxigént. Az a tény, hogy az úszóhólyag kisegítő légzőszervként is szolgálhat, ahhoz a feltételezéshez vezetett, hogy a csontos halak úszóhólyagja és a légköri légzőszerv, a tüdő azonos származású szerv. Ezt erősíti meg az a másik tény, hogy a tüdőshalak (Dipnoi) csoportjánál egy tipikus átmeneti légzőszerv fejlődött ki az evolúció során. E halaknál a kopoltyúikon kívül van még egy, vagy egy pár hártyásfalú hólyagjuk, amely származása és működése szerint megfelel a szárazföldi gerincesek tüdejének. Ez a hólyag összeköttetésben áll a garattal, így a tüdőshalak be tudnak szívni az úszóhólyagjukba légköri levegőt. A labirintkopoltyús halaknak (Anabantidae) családjához tartozó gurámiféléknek (Osphronemidae) ún. labirintszervük is van, amellyel a légköri levegőből is fel tudják tölteni az úszóhólyagjukat. E labirintszerv összeköttetésben van az úszóhólyaggal, így ha a gurámifajokat megakadályozzuk abban, hogy időnként a víz felszínére felúszva légköri levegőt vegyenek és feltöltsék úszóhólyagjukat, akkor elpusztulnak.

### Nyomásérzékelés

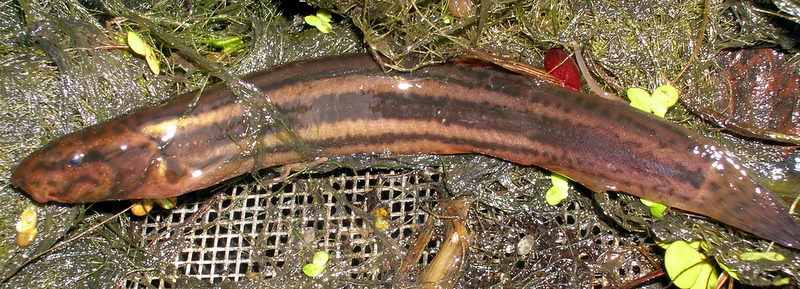
Misgurnus fossilis

Az úszóhólyag nemcsak hidrosztatikus, hanem nyomásérzékelő szerv is. Régóta ismert a réti csík (Misgurnus fossilis) időjósló képessége, de a pontyfélék például az akváriumban tartott szumátrai díszmárna (Barbus tetrazona) is érzékelni tudja a légköri nyomásváltozást (már 1/20 atm. nyomásváltozást képesek érzékelni). E különös szervnek még külön szerepe van a halak rezgésérzékelésében (hallásában), és hangadásában is. A morgó harcsák (Agamyxis pectinifrons, Platydoras costatus), annyira meg tudják rezegtetni az úszóhólyagjukat, hogy szabadon hallható a morgásuk.

### Hallás
Az úszóhólyag és az oldalvonal ugyanazokat a rezgéshullámokat érzékeli, azonban mindkettő más módon. Az oldalvonal a rezgés irányát, az úszóhólyag annak erősségét érzékeli 500 és 2000 Hz tartomány között. A halak pontyhalhoz hasonlóak (Ostariophysi)  csoportjánál a hal a hallószerve és az úszóhólyagja összeköttetésben áll egymással. A pontyfélékben és a harcsafélékben a hallószerv és az úszóhólyag közti összeköttetést apró csontocskák létesítik, amelyek a csigolyákról tagolódnak le. Ezt nevezik Weber csontocskáknak. Kísérletileg bebizonyítható, hogy az úszóhólyag térfogatváltozásai következtében az emeltyű gyanánt szereplő Weber csontocskák a nyomást a gerincagy és az agyvelő folyadékára viszi át. A labirintkopoltyús halak a tapogatóúszójukkal is érzékelnek bizonyos rezgésszámú hullámokat. Ehhez hasonlóan a harcsafélék egy része a bajuszszálaikon keresztül is képesek felfogni hanghullámokat.

### Hallárva
Az úszóhólyag már a fejlődés kezdeti szakaszában az ikrahéjon belül kezd kialakulni. A kikelt hallárvának az úszóhólyagja kezdetben még üres. Nem sokkal a kelés után fajtól függően egy-két napon belül a lárvának a víz felszínére kell jutnia és feltölteni az úszóhólyagját levegővel. Azonban a zárt úszóhólyagos halak csoportjához tartozó cichlid fajok lárváinál az első feltöltődés végbemehet a vízben is, sőt a szülők még segíthetnek is ebben. Egyes Apistogramma nőstények a szájukban visznek be apró légbuborékokat például egy cserépbarlangba, és így a lárvák átvészelik az első levegővétel fárasztó megpróbáltatásait (A. agassizii, A. cacatuoides). A szájköltő cichlid fajoknál a gázkeverék átadása természetesen a szájban történik. A halfajok többségénél például M. ramirezi, E. evergladei, pontyfélék, pontylazacfajok lárváinál az első légköri levegővétel a kelést követő 24. órán belül megy végbe. A feltöltődésnek mindenképpen meg kell történnie, különben a hallárva elpusztul, vagy élete végéig hasonúszó marad. Ha viszont ez sikerült, a lárva könnyedén mozog, és gyorsan fejlődésnek indul.